# Ana Malhoa
Ana Sofia Lopes Malhoa (Lisboa, 6 de agosto de 1979), conhecida como Ana Malhoa, é uma cantora, compositora, apresentadora, produtora e empresária portuguesa. Filha do cantor popular José Malhoa, iniciou sua carreira musical em 1985, ao lado do pai.

## Biografia
Pessoal
Ana Malhoa nasceu na freguesia de São Sebastião da Pedreira, em Lisboa, a 6 de agosto de 1979, filha do cantor popular José Malhoa e de Angelina Lopes. Tem quatro meios-irmãos de mães diferentes e dois meios-irmãos de pai diferente. Foi criada pela sua madrasta Rosa, falecida em 2012, aos 73 anos. Estudou até ao 12º ano. A mãe biológica de Ana, Angelina Lopes, engravidou de José Malhoa quando este já estava casado com Rosa Malhoa. Três meses depois de dar à luz Ana Malhoa, Angelina Lopes morreu. Aos 12 anos, Ana encontrou um álbum de fotos de Angelina e descobriu que não era filha biológica de Rosa.
Ana casou-se com Jorge Moreira em 1998, de quem tem uma filha, também artista, chamada Índia Malhoa, nascida em 1999. Em 2009 posou nua para a revista Playboy Portugal, trabalho pelo qual recebeu um cachet de 50 mil euros, o mais alto da publicação Em setembro de 2016, Ana e Jorge anunciaram a sua separação e, por consequência, a demissão de Jorge do cargo de gestor da carreira de Ana.

## Carreira

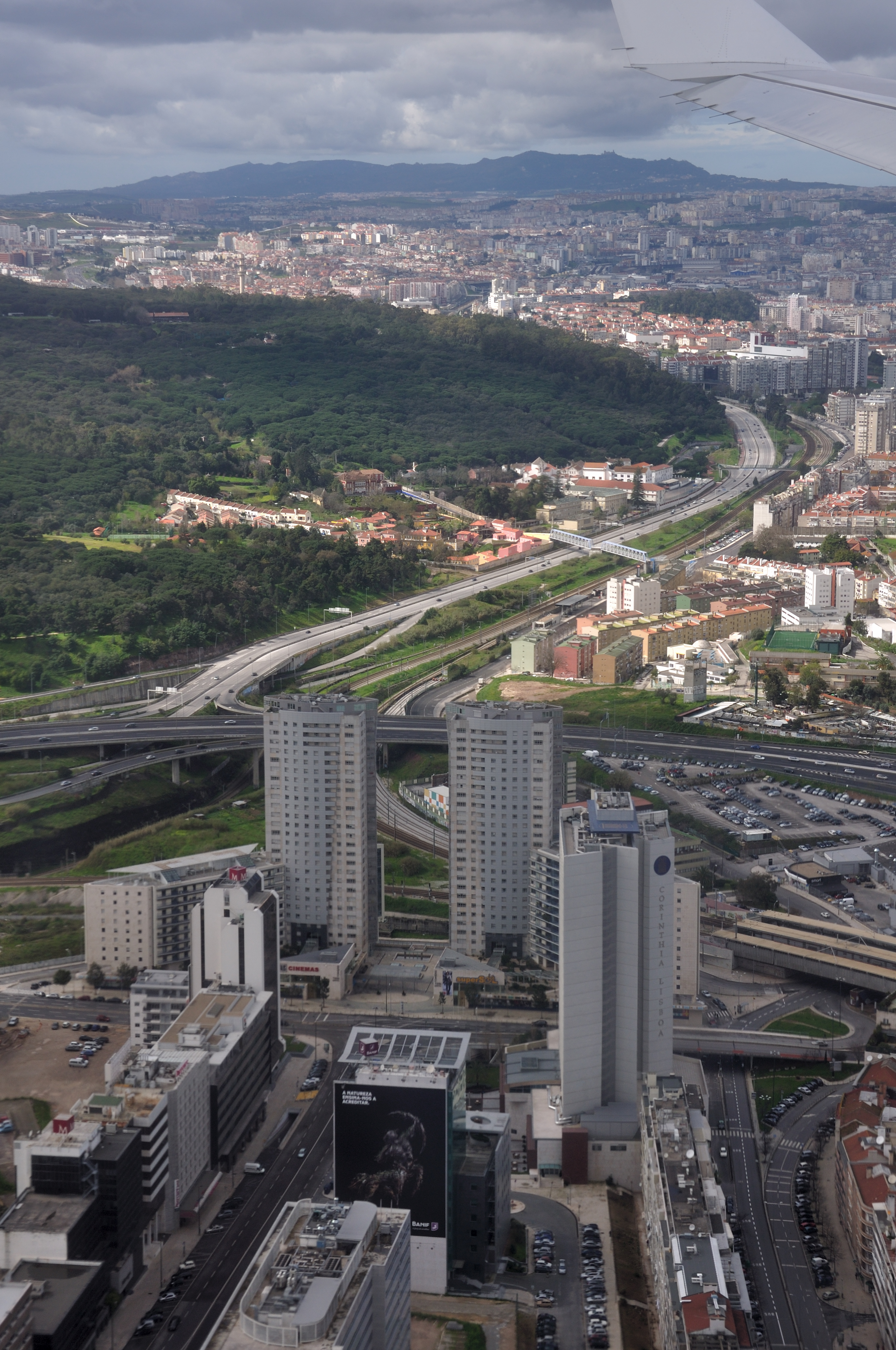
São Sebastião da Pedreira, uma antiga freguesia da capital portuguesa, onde Ana nasceu.

### 1985-1993: Primeiros anos e sucesso com o pai
Desde os 4 anos de idade que manifestava o desejo de ser cantora. Em 1985, com apenas 5 anos, Ana Malhoa subiu pela primeira vez aos palcos com o seu pai, o cantor popular José Malhoa, durante a digressão do disco Obrigado Amor, Obrigado. Em 1986, lançaram um primeiro EP juntos, Pai Amigo, que recebeu o disco de ouro e vendeu mais de 33 mil cópias.
No ano seguinte, lançaram o single "Vem Dançar". Em 1988, Ana foi contratada pela RTP para apresentar "O Grande Pagode", um programa de televisão dedicado aos mais novos, que obteve êxito na época.
Com Nossa Lambada (1989), um novo EP lançado com o pai, Ana atingiu a maior vendagem da carreira até então, com 40 mil cópias comercializadas, resultando no terceiro disco de ouro da sua carreira. No mesmo ano apresentou o Natal dos Hospitais, ao lado de Ana Zanatti e Fialho Gouveia, onde também cantou o single "A Nossa Lambada", ao lado do pai.
Em 1992, edita seu primeiro EP a solo, I'm Happy, e recebe mais um disco de ouro. No mesmo ano edita Dois Corações com o pai, que resultou em outro disco de ouro e mais 27 mil cópias vendidas.
Em 1994, é contratada pela SIC para apresentar o programa infantil Buéréré (1994-98), que se tornou no programa mais visto da história da televisão portuguesa em termos de share, que apresentava uma média de 92%. Em 1994, também edita O Amor Nunca Pode Acabar com o pai, que resulta em mais um disco de ouro. Nesta época, ainda adolescente, consagra-se como fenómeno pop, sendo desde então uma das figuras públicas mais proeminentes da cultura popular portuguesa, com uma vida pessoal muito divulgada. Ainda na SIC, apresenta o Super Buéréré (1996-99) aos fins de semana e, anualmente, os Globos de Ouro (1995-99). No mesmo período, edita quatro discos de banda sonora do Buéréré, que juntos venderam mais de 240 mil cópias em território nacional.
Em 1998, anuncia seu casamento com o empresário Jorge Moreira. Em 1999, afasta-se da televisão para dar à luz a sua primeira filha, Índia Malhoa Moreira. No mesmo ano, por sua influência e popularidade nos países lusófonos, é eleita embaixadora da UNICEF, com a missão de chamar a atenção dos jovens portugueses a ajudar a melhorar a saúde, a educação, igualdade e proteção de todas as crianças nas ex-colónias portuguesas.
Em 2000, lança seu primeiro álbum de estúdio a solo, com dois singles de sucesso nas rádios portuguesas e recebe o galardão de ouro. Com Por Amor (2001), Eu (2003) e Eu Sou Latina (2004), mantém o sucesso na carreira musical e recebe mais três galardões de ouro. Em 2002, foi a apresentadora do Domingo Fantástico (TVI), um programa de entretenimento, em direto, nas tardes de domingo.
Em 2005, lança Bué da Fixe: Só para Amiguinhos, um novo álbum voltado ao público infantil. No mesmo ano, lança o mixtape Hot Reggaeton, desta vez sob o alter-ego de "Lil' Queen". Recorda suas canções de sucesso com Êxitos (2006), que também comemora as mais de 50 mil cópias vendidas dos seus quatro álbuns de estúdio lançados até então. No mesmo ano, lança a canção "Triumph Without Weapons", que foi hino da campanha de desarmamento voluntário em Portugal e que teve como objetivo arrecadar fundos para a UNICEF.
Com Nada Me Pára (2007), retorna às paradas de sucesso. O álbum foi promovido com o single do mesmo nome. Seguiu-se Exótica, em 2008. Em 2009, lança Sexy, o seu primeiro disco a solo a receber o galardão de platina e atingir o topo da lista de álbuns mais vendidos pela Associação Fonográfica Portuguesa.
Simultaneamente, é capa de uma das edições da revista Playboy Portugal. Essa foi uma das edições mais vendidas da trajetória da revista e Ana recebeu o cachet de 50 mil euros pelo trabalho, o mais alto da publicação. Promove o mesmo na sua digressão Pop City Music Live Tour e, após este período, muda-se por alguns meses para os Estados Unidos.
Em abril de 2011, de regresso a Portugal, lança Caliente. O disco é reeditado em outubro do mesmo ano. O álbum atinge a primeira posição lista de álbuns mais vendidos pela Associação Fonográfica Portuguesa e Ana recebe mais um galardão de platina. Foi considerado o álbum nacional de maior sucesso do verão de 2011, com quatro temas entre os mais executados nas rádios portuguesas.
O disco Azucar (2013) foi projetado para apresentar oficialmente Ana Malhoa ao mercado hispânico. O disco entrou diretamente para o topo da lista dos álbuns mais vendidos em Portugal e recebeu o galardão de dupla platina. A divulgação do álbum, através da Azucar Tour, iniciou-se a 1 de junho de 2012, sendo a digressão mais extensa de Ana Malhoa até hoje, com mais de 150 concertos em 20 países. O single "Sube La Temperatura" liderou a lista das canções mais executadas nas rádios portuguesas por 17 semanas, sendo considerado a canção de maior sucesso da carreira de Ana Malhoa a solo e a canção mais executada em Portugal em 2013, chegando ao European Hot 100. O sucesso da canção em Portugal foi impulsionado por integrar a banda sonora da ficção televisiva Destinos Cruzados, da TVI. Ana também atuou em dois episódios da telenovela.
Em 2014, lança "Tá Turbinada", que liderou a lista das canções mais executadas nas rádios portuguesas durante doze semanas, sendo a canção mais executada em Portugal em 2014. "Encaixa Baby Encaixa" (2015) foi a canção mais executada em Portugal em 2015, mantendo a liderança por oito semanas consecutivas. Durante três anos consecutivos (2013, 2014 e 2015), Ana Malhoa foi a intérprete da "canção mais executada do ano" em Portugal. O polémico vídeo de "Encaixa Baby Encaixa" atingiu a marca de um milhão de visualizações em duas semanas. Tanto "Tá Turbinada" como "Encaixa Baby Encaixa" foram incluídas no álbum Superlatina, que recebeu o disco de ouro pela Associação Fonográfica Portuguesa.
Em 2016, lançou o álbum "Futura". No final do ano seguinte lançou o single "Ampulheta" e em abril de 2018 lançou "Viúva Negra". Ambas as canções apresentam uma sonoridade nova na carreira de Ana, mais inspirada no trap. Em dezembro de 2018, lançou o single "Ele Mexe", que apresenta uma sonoridade dancehall. Foram também lançados videoclipes para os três singles. Em maio de 2019, Ana Malhoa voltou a surpreender os seus fãs com o lançamento de um EP que contou com seis novos temas. Os temas "Sobe Desce" e "Ana" contam com videoclipes inspirados no girl power e na igualdade.  
É a artista pop feminina mais requisitada para atuações em Portugal, com mais de 635 mil cópias vendidas ao longo de 30 anos de carreira. É também uma das recordistas de vendas de discos em Portugal.

## Discografia
Álbuns de estúdio
- Ana Malhoa (2000)
- Por Amor (2001)
- Eu (2003)
- Eu Sou Latina (2004)
- Bué da Fixe (2005)
- Hot Reggaeton (2005)
- Êxitos (2006)
- Nada Me Pára (2007)
- Exótica (2008)
- Sexy (2009)
- Caliente (2011)
- Azucar (2013)
- Superlatina (2015)
- Futura (2016)

## Filmografia
| Ano  | Título                                                       | Personagem | Nota                              |
| ---- | ------------------------------------------------------------ | ---------- | --------------------------------- |
| 1994 | Parabéns                                                     | Ela mesma  | Episódio: "1º de janeiro de 1994" |
| 1995 | Marchas Populares de Lisboa                                  | Ela mesma  | Telefilme                         |
| 1999 | Cantigas de Maldizer                                         | Ela mesma  | 10                                |
| 2008 | Luar                                                         | Ela mesma  | Episódio: "9 de maio de 2008"     |
| 2008 | VIP Manicure                                                 | Ela mesma  | Episódio: #4                      |
| 2009 | Contra Informação                                            | Ela mesma  | Ana Malhoa e Manuela Azeda: Sexy  |
| 2013 | Destinos Cruzados                                            | Ela mesma  | Episódios: #12 e #13              |
| 2017 | Malapata                                                     | Ela mesma  | Filme                             |
| 2023 | Os Turistas - Missão Bombeiros / Missão Circo/ Missão Resort | Ela mesma  | N° de Episódios: 3                |
| 2024 | Dança com as Estrelas 6                                      | Ela mesma  | Concorrente                       |

| Ano         | Título                  | Nota                     |
| ----------- | ----------------------- | ------------------------ |
| 1988-89     | O Grande Pagode         |                          |
| 1989        | Natal dos Hospitais     |                          |
| 1995-98     | Buéréré                 |                          |
| 1995        | Big Show SIC            | Episódio especial        |
| 1995-99     | Globos de Ouro          |                          |
| 1995-98     | Super Buéréré           |                          |
| 1997        | Gala 5º Aniversário SIC |                          |
| 2001        | Batatoon                | Episódio especial        |
| 2002        | Domingo Fantástico      |                          |
| 2004        | Natal dos Hospitais     |                          |
| 2022 - 2023 | Somos Portugal          | Apresentadora Esporádica |

## Digressões
| Oficiais - Ana Malhoa Ao Vivo (2000–02) - Digressão Eu Sou Latina (2003–05) - Digressão Nada Me Pára (2007–08) - Pop City Music Live Tour (2009–10) - Caliente Tour (2011-12) - Azucar Tour (2012-15) - Superlatina Tour (2015) - Futura Tour (2016) | Promocionais - Calças Rasgadas (1995) - Buéréré em concerto (1996-1999) - Ana Malhoa: Só para Amiguinhos (2005) - Digressão 2006 (2006) - Ana Malhoa: Exótica (2008) |